# Real Polverificio Borbonico
Il Real Polverificio Borbonico è un complesso di edifici di Scafati, risalenti al XIX secolo, utilizzato per la produzione di polvere da sparo e successivamente convertito per la produzione e lavorazione del tabacco.

## Storia

### Regno delle due Sicilie

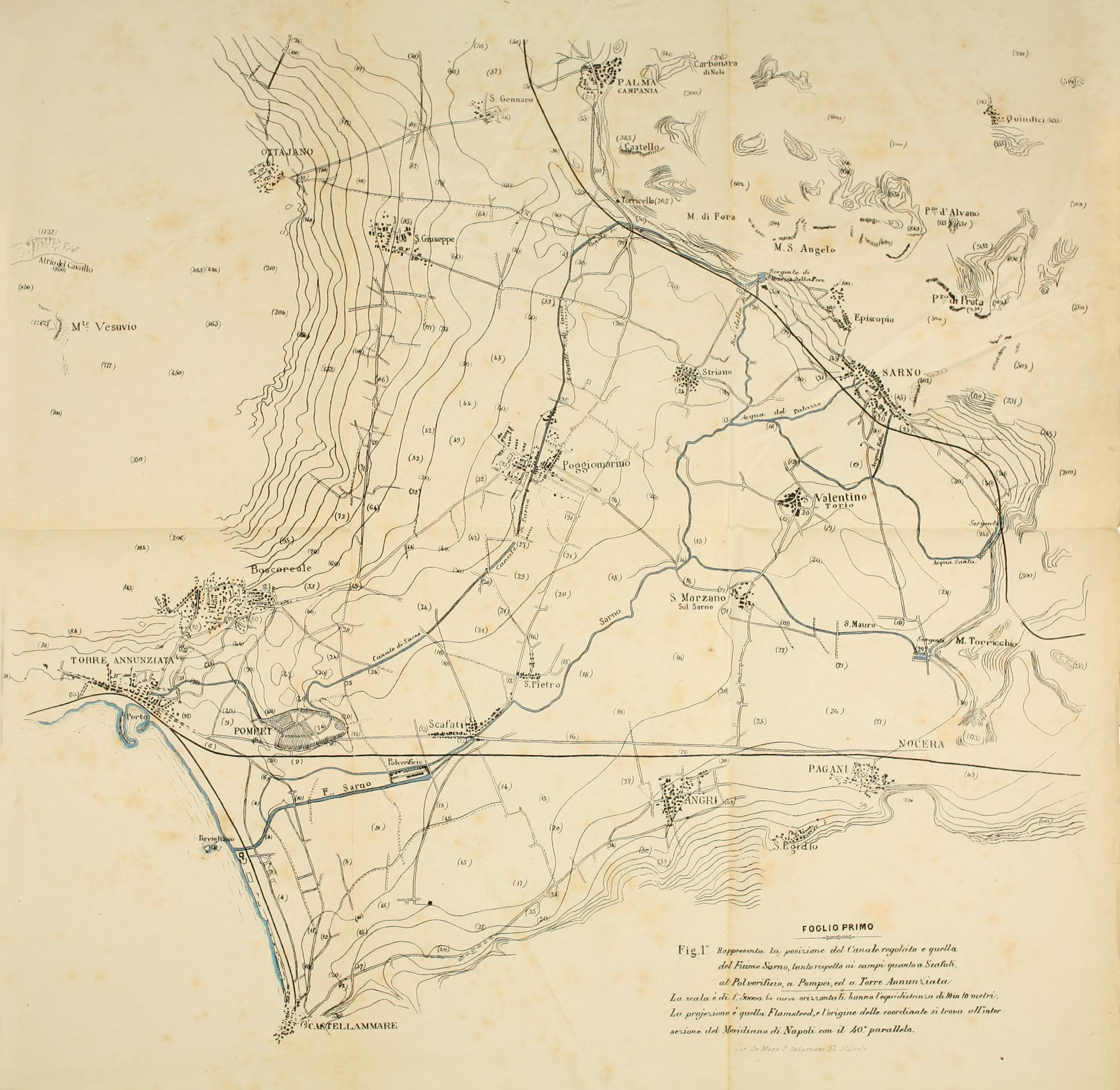
Percorso dettagliato del Fiume Sarno e del Fosso del Conte in una mappa del 1882

Costruito nel 1851, per volontà di Ferdinando II di Borbone re del Regno delle Due Sicilie, per spostare la fabbricazione delle polveri da sparo dalla Real Fabbrica di Polveri e Nitri di Torre Annunziata dopo il verificarsi di due esplosioni che misero in serio pericolo la zona.
Fu quindi scelto il sito di Scafati per l'allora lontananza dal centro urbano della città e grazie anche alla posizione favorevole, prossima al Canale Conte di Sarno e ad un suo derivato il Canale Bottaro.
Quest'ultimo possedeva una caratteristica rara, quasi unica: quella di far correre l’acqua fresca e pulita del Sarno a una quota superiore rispetto a quella della campagna circostante. Una vera e propria meraviglia di ingegneria idraulica, famosa in Europa al tempo. 
Con la occasione, per ragioni strategiche di rapido accesso lungo il fiume, il Re Borbone pose mano anche alla rettifica dell’ultimo tratto del fiume Sarno da Scafati alla sua foce a mare, che fu rifatta.

### Dopo l'unità d'Italia
Il Polverificio di Scafati restò attivo per circa quarant'anni fino al 1895 quando, per ragioni strategiche del neonato Regno d’Italia, la struttura militare fu convertita in Istituto Sperimentale del Tabacco.
Il Regio Istituto sperimentale per la coltivazione dei Tabacchi, fondato nella seconda metà dell’ottocento per “contribuire al miglioramento della produzione nazionale del tabacco". La trasformazione del sito servì anche a ridurre l’impatto sui livelli occupazionali della scomparsa del Polverificio. Esso ebbe una lunga vita edilizia fino al 1980, quando tutta la struttura fu abbandonata a seguito dei danni del terremoto del 1980.
Fino al 2004 il CRA Centro di ricerca per l’agricoltura ha continuato a lavorare concentrandosi sulle culture del pomodorino del piennolo e sugli asparagi, ma successivamente il centro è stato trasferito a Caserta.

## Descrizione
Il complesso di forma rettangolare, del XIX secolo, lambito sul lato destro dal fiume Sarno, è costituito da un complesso principale ad uso amministrativo, dalla chiesa di Santa Barbara, dai laboratori Chimici, dalle officine, inserite all'interno di un’area verde, che ne costituisce il parco, caratterizzata da due viali di rigogliosi platani e verdeggianti tratti secondari. All'ingresso di quest'ultima si trova un'iscrizione che recita "ne ferro, ne fuoco", a sottolineare la pericolosità del luogo che richiedeva l'assenza di qualsiasi materiale d'innesco.

## Gestione attuale
Attualmente la gestione del sito è stata divisa in due: l'area del parco è stata affidata alla gestione del Parco archeologico di Pompei, mentre la struttura principale fino all'ingresso del parco è stata affidata alla gestione della città di Scafati.
Siglata l'intesa tra l'Agenzia
del Demanio e il Comune di Scafati per l'avvio dei servizi di ingegneria e architettura
necessari
alla rifunzionaliz-
zazione dell'intero sito e delle aree esterne del Polverificio, sia quelle comunali (circa 10mila metri quadri) che demaniali (circa 17 mila metri quadri) per un totale di circa 30mila metri quadri.
14 Febbraio 25
La firma della Convenzione, si legge nella nota dell'Agenzia del Demanio e ribadito dallo stesso sindaco di Scafati, Pasquale Aliberti, "è un concreto passo avanti nel processo di valorizzazione e rigenerazione del Real Polverificio Borbonico di Scafati e si inserisce nel più ampio quadro di iniziative avviate a seguito dell'Accordo del 2024 tra il Ministero della Cultura - Parco Archeologico di Pompei e l'Agenzia del Demanio "
L'intesa ha l'obiettivo di "promuovere la valorizzazione, la riqualificazione e la rigenerazione del Real Polverificio Borbonico, con il supporto dell'Agenzia del Demanio per le attività tecnico-specialistiche e per l’introduzione delle migliori modalità di gestione e valorizzazione del complesso dando priorità al modello di partenariato pubblico-privato”